# Fünf Tigergeneräle
Fünf Tigergeneräle war die Bezeichnung für die fünf tapfersten Befehlshaber der Shu Han, eines chinesischen Teilstaats während der Zeit der Drei Reiche, unter Liu Bei. Ihre Namen waren:
- Guan Yu (* 160; † 219), Waffenbruder von Liu Bei und Zhang Fei
- Huang Zhong (* 148; † 221), ein Meister des Bogens
- Ma Chao (* 176; † 222), genannt „der Wunderbare“
- Zhang Fei (* 168; † 221), Waffenbruder von Liu Bei und Guan Yu
- Zhao Yun (* 168; † 229), der als Einziger Liu Bei überlebte.